# 九八式旋回機関銃
九八式旋回機関銃（きゅうはちしきせんかいきかんじゅう）は、大日本帝国陸軍の軍用機に搭載された機関銃（航空機関銃）である。ドイツのラインメタル社のMG 15 機関銃をライセンス生産したものであり、ラ式旋回機関銃とも呼ばれた。

## 開発
1930年代後半、陸軍はドイツのラインメタル社が1933年から製造していたMG 15 7.92mm旋回機関銃及びMG 17 7.92mm固定機関銃を輸入し、性能試験を行った。八九式旋回機関銃や八九式固定機関銃と比較しても性能は優秀であり、後継としてライセンス生産することを決定。ドイツから製造機械を購入し、国産着手に先立ってラインメタルの固定、旋回両機関銃は1940年（昭和15年）6月20日に仮制式に制定された。固定機銃型の九八式固定機関銃は復座用ばねに用いるピアノ線量産の目処が立たず実用化に至らなかったが、旋回機関銃は銃手による手動排莢が可能なため試作が続けられ、1942年（昭和17年）1月から量産が始まった。

## 設計
初期生産型では、MG 15と同じサドル型ドラムマガジンが採用された。空薬莢は下側から排莢される。サドル型弾倉は弾薬が左右交互に減っていくので重心位置は常に銃身軸と同一平面内にあり、円盤型弾倉のように重心が偏らない利点があった。
使用弾薬である7.92x57mmモーゼル弾は、当初ドイツからの輸入に頼っていたが、後にコピーし一式実包として制式化している。弾種は普通弾、徹甲弾、焼夷弾、マ104（炸裂弾）がある。
しかし弾薬が八九式固定/旋回機関銃と互換性が無い事が問題視され、7.7mm弾を使用できる機関銃が製作されることになった。これが九八式旋回機関銃二型である。外見の変化は無いが、口径と使用弾薬が異なる。

## 運用
二式複座戦闘機 屠龍に装備されたほか、テ4 試製単銃身旋回機関銃二型を置き換える形で九九式双発軽爆撃機や一〇〇式重爆撃機、一〇〇式司令部偵察機などに装備された。
九八式旋回機関銃は軽量で操作性良好、発射速度も優れていたが、生産が始まった頃には既に7mm級の銃では火力が不十分になってきていた。そのため、12.7mm機関砲のホ103を旋回式に改造して使用することになり、特に一〇〇式重爆撃機では九八式旋回機関銃からホ103に徐々に置き換えられた。
九八式旋回機関銃と一式旋回機銃（海軍）は、戦後、トロフィー銃として米兵に持ち去られ、現在も米国にいくらか残存している。使用弾薬が、現在も入手が容易な7.92 mmモーゼル弾と、.303ブリティッシュ弾であることから、気に入られているようである。

## 派生型
九八式旋回機関銃
7.92x57mmモーゼル弾を用いる最初の生産型。
九八式旋回機関銃 二型
弾薬を八九式固定機関銃や八九式旋回機関銃と同じ八九式普通実包（7.7×58 mmSR）に変更。
一式七粍九旋回機銃
大日本帝国海軍でMG 15を国産化した旋回機関銃。
初速785m/s、発射速度1,000発/分。総重量は6.9kg。
艦上偵察機 彩雲や艦上爆撃機 彗星三三型、艦上攻撃機 天山などに装備された。
試製四式車載重機関銃
戦車の車載機関銃として開発された機関銃。MG 15やMG 17が開発のベースになった。